# Luperina rufa
Luperina rufa är en fjärilsart som beskrevs av Dereune 1927. Luperina rufa ingår i släktet Luperina och familjen nattflyn. Inga underarter finns listade i Catalogue of Life.